# Anger Management (série télévisée)
Pour les articles homonymes, voir Anger Management.
Anger Management est une série télévisée américaine en cent épisodes de 22 minutes conçue par Bruce Helford diffusée entre le 28 juin 2012 et le 22 décembre 2014 sur la chaîne FX et depuis le 12 août 2012 sur le réseau CTV au Canada. C'est l'adaptation télévisuelle du film du même nom (Self Control en France, Méchant malade au Québec) avec Adam Sandler et Jack Nicholson sorti en 2003.
En France, la série est diffusée depuis le 31 décembre 2013 sur Canal+ Séries en VOSTFr et dès le 28 mars 2014 sur Canal+ Séries en VF mais reste inédite dans les autres pays francophones.

## Synopsis
Charlie Goodson est un ancien joueur de baseball reconverti en thérapeute qui aide ses patients à lutter contre leur colère. Peu conventionnel et souffrant lui aussi de crises colériques, Charlie doit faire face à sa fille souffrant de troubles obsessionnels, des patients hors-du-commun et sa relation ambiguë avec sa meilleure amie et thérapeute, Kate.

## Distribution

### Acteurs principaux
- Charlie Sheen (VF : Olivier Destrez) : Charlie Goodson
- Selma Blair (VF : Laura Préjean) : Dr Kate Wales, la thérapeute de Charlie (régulière épisodes 1 à 46, invitée ensuite)
- Laura Bell Bundy (VF : Natacha Muller) : Dr Jordan Denby, la nouvelle partenaire de Charlie dans son projet de recherche (épisodes 47 à 100)[6]
- Shawnee Smith (VF : Véronique Desmadryl) : Jennifer Goodson, l'ex-femme de Charlie
- Daniela Bobadilla (VF : Adeline Chetail) : Sam Goodson, la fille de Charlie (régulière épisodes 1 à 46, invitée ensuite)
- Noureen DeWulf (VF : Nathalie Bienaimé) : Lacey, jeune femme riche devant suivre une thérapie
- Michael Arden (VF : Stéphane Marais) : Patrick, un membre du groupe de Charlie
- Derek Richardson (VF : Jean-François Cros) : Steve Nolan, un patient de Charlie[7]
- Barry Corbin (VF : Michel Raimbault) : Ed, un patient de Charlie
- Brian Austin Green (VF : Gilduin Tissier) : Sean Healy, rival puis ami de Charlie (régulier dès l'épisode 45)[8].

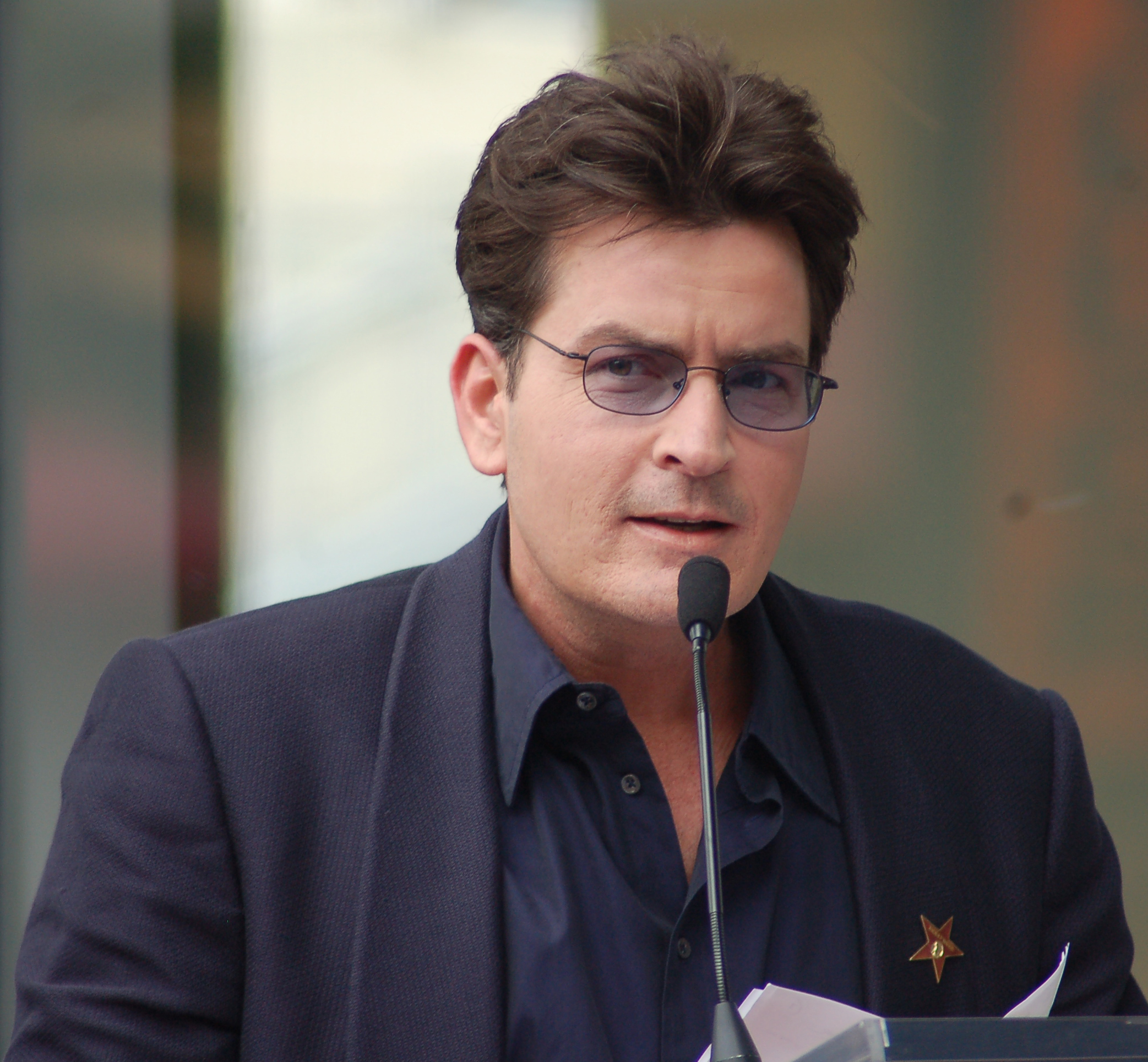
Charlie Sheen.
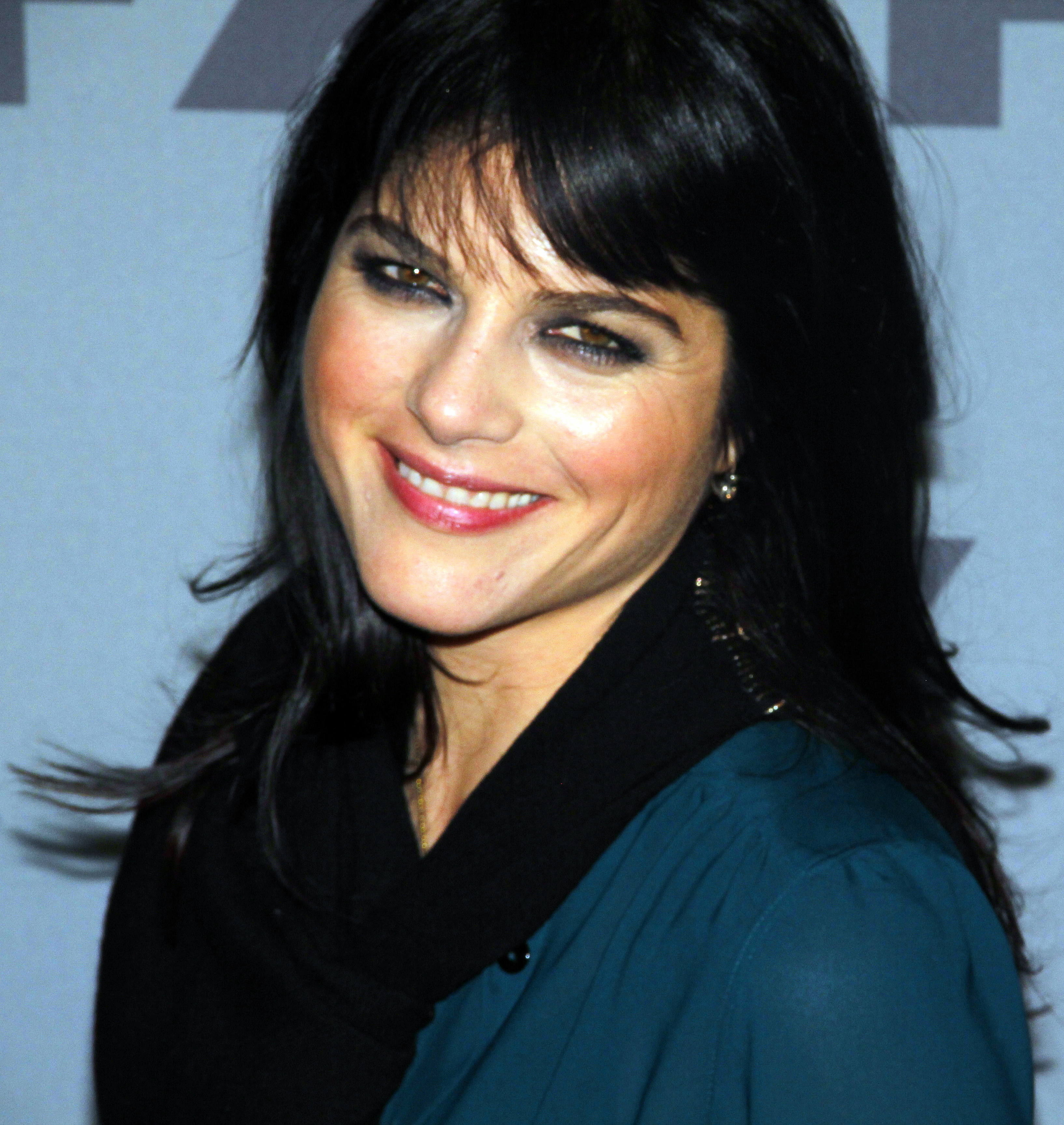
Selma Blair.
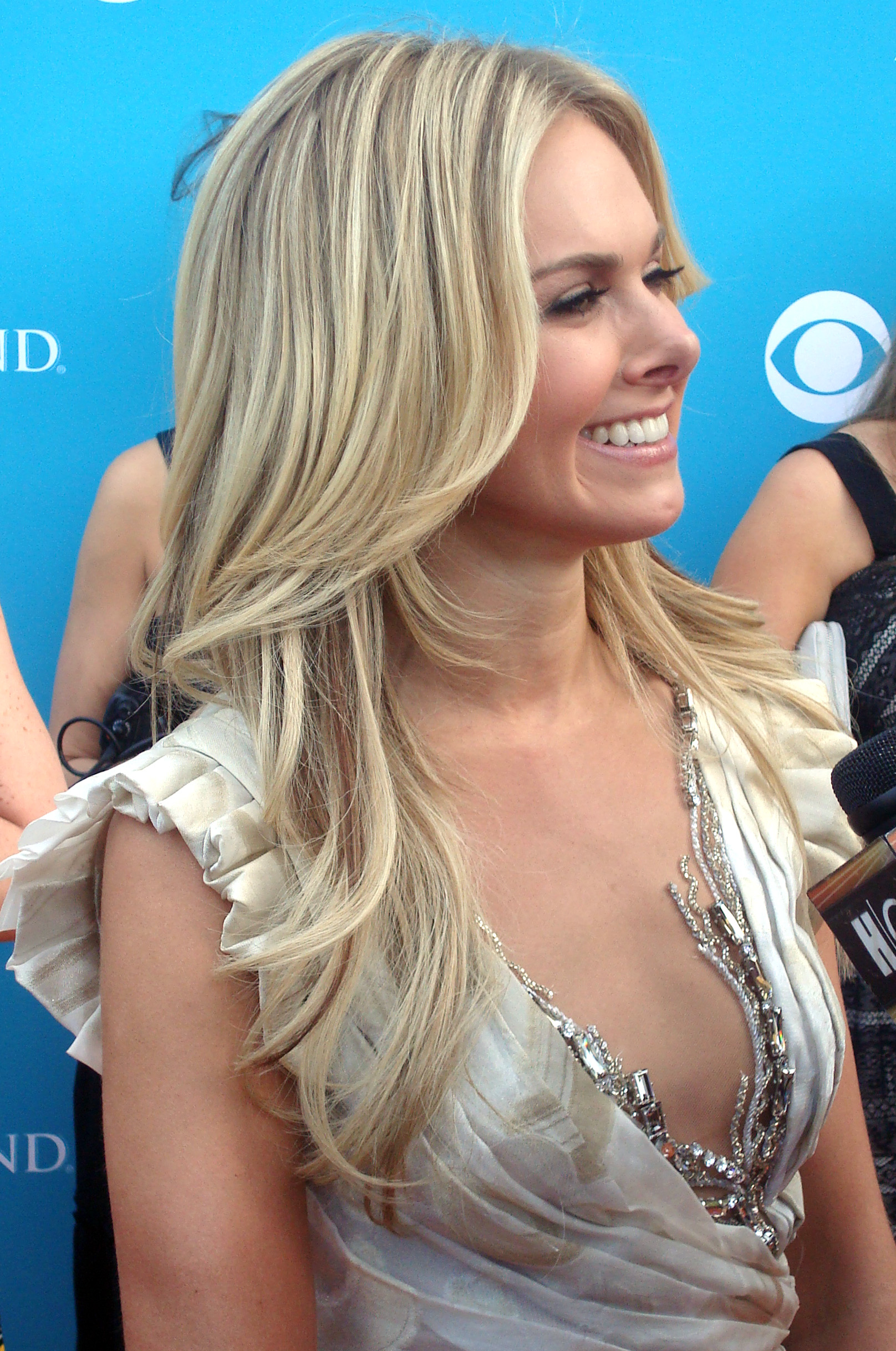
Laura Bell Bundy.
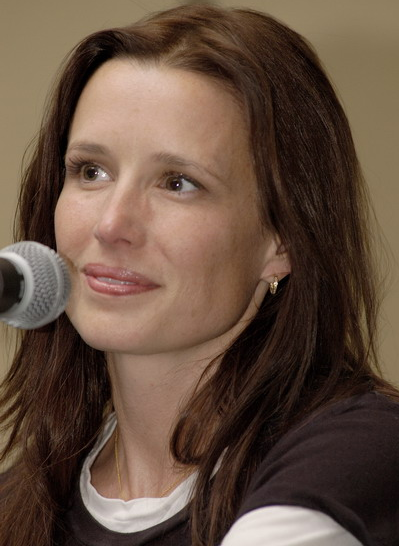
Shawnee Smith.
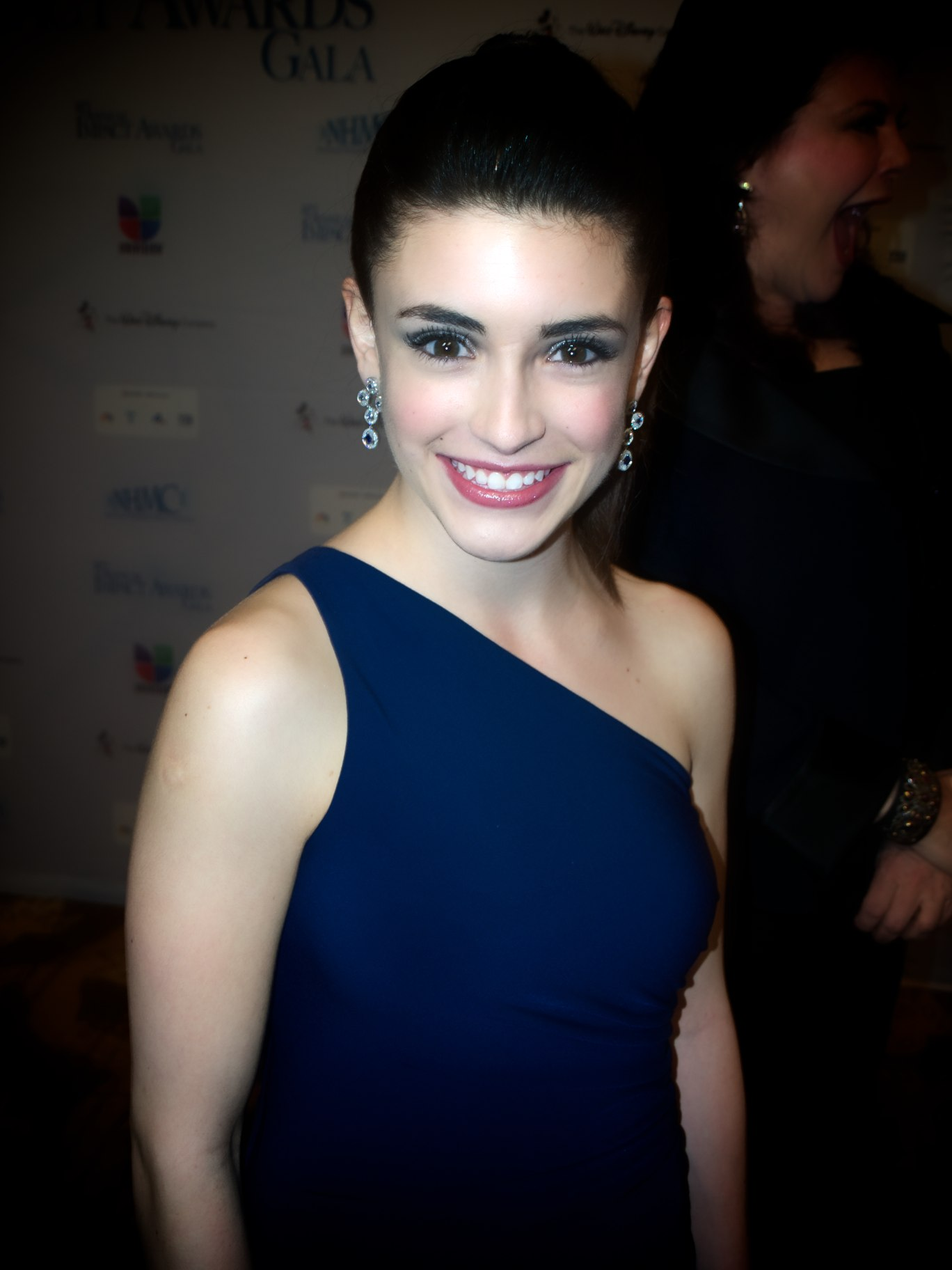
Daniela Bobadilla.
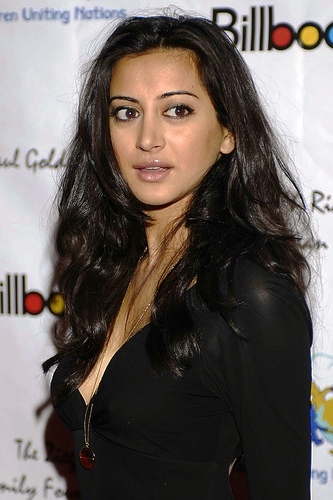
Noureen DeWulf.

### Acteurs récurrents
- Michael Boatman (VF : Loïc Houdré) : Michael, voisin de Charlie
- Brett Butler (VF : Danièle Servais) : Brett, la gérante du bar que Charlie fréquente
- Stephen Taylor (VF : Laurent Morteau) : Wayne, un patient emprisonné de Charlie
- James R. Black (en) (VF : Sidney Kotto) : Cleo / Derek, un membre du groupe de Charlie
- Darius McCrary (VF : Jean-Baptiste Anoumon) : Donovan, un patient emprisonné de Charlie
- Aldo Gonzalez (VF : Stéphane Roux (en)) : Ernesto, un patient emprisonné de Charlie
- Martin Sheen (VF : Marcel Guido) : Martin Goodson, le père de Charlie
- Steve Valentine (VF : Fabien Briche) : Dr Lesley Moore, un ennemi de Charlie
- Anna Hutchison (VF : Victoria Grosbois) : Sasha
- Ajay Mehta (en) (VF : Mathieu Buscatto) : Sanjay Patel, le père de Lacey
- Meera Simhan (en) (VF : Brigitte Virtudes) : la mère de Lacey
- Schuyler Helford (VF : Fily Keita) : Sateen

### Invités
- Katlin Mastandrea (en) : Olivia[9] (2 épisodes)
- Mikaela Hoover : Daytona[10] (2 épisodes)
- Denise Richards (VF : Barbara Delsol) : Lori[11] (2 épisodes)
- Cee Lo Green : lui-même[12] (1 épisode)
- Lindsay Lohan (VF : Barbara Beretta) : elle-même[13] (1 épisode)
- Andy Mientus (en) (VF : Stéphane Miquel) : Andy[14] (2 épisodes)
- Michael Gross (VF : Bernard Lanneau) : Dr Randy Warren[15] (3 épisodes)
- Brant Daugherty (VF : Jean Rieffel) : Tiffer[16] (1 épisode)
- Elaine Hendrix (VF : Ingrid Donnadieu) : Warden Hartley (4 épisodes)

## Production
Le 18 juillet 2011, il est annoncé qu'une série basée sur le film Self Control est en cours de préparation avec Charlie Sheen jouant le premier rôle. FX a donné le feu vert pour la production de dix épisodes le 27 octobre 2011, et a annoncé qu'elle va commander après 90 autres épisodes si la série réalise un bon démarrage.
Afin de faire remonter les audiences en chute libre lors de la saison 2, la chaîne FOX, appartenant au même groupe que FX, a diffusé les épisodes 21 et 23 de la deuxième saison les lundis 3 et 10 juin 2013. Mais le résultat n'est pas satisfaisant.
Le 19 juin 2013, à la suite d'un conflit avec Charlie Sheen, l'actrice Selma Blair quitte la série. L'actrice apparaît dans tous les épisodes (sauf dans l'épisode 22) jusqu'à l'épisode 46. Ensuite, les apparitions de Selma Blair sont dispersées et elle est parfois créditée sans apparaître. Elle alterne ainsi, quelquefois, les épisodes avec Laura Bell Bundy et elles apparaissent même aussi dans le même épisode, sans partager de scène ensemble.

## Fiche technique
- Titre original : Anger Management
- Création : Bruce Helford
- Réalisation :
- Scénario :
- Montage : Tim Ryder
- Casting : G. Charles Wright
- Production : Michael Loftus

Coproduction : James O. Kerry
Production déléguée : Kevin L. Beggs, Mark Burg, Ramon Estevez, Bruce Helford, Joe Roth, Sandra Stern et Vince Totino
Coproduction déléguée : Robert Maron
- Sociétés de production : Joe Roth Television et Lionsgate Television
- Sociétés de distribution :
- Pays d'origine :  États-Unis
- Langue originale : anglais
- Format : 16:9
- Genre : sitcom
- Durée : 22 minutes

## Épisodes
| Saison | Saison | Épisodes | Première diffusion | Première diffusion | Sortie en DVD et Blu-ray | Sortie en DVD et Blu-ray | Sortie en DVD et Blu-ray | Sortie en DVD et Blu-ray | Sortie en DVD et Blu-ray | Sortie en DVD et Blu-ray | Sortie en DVD et Blu-ray | Sortie en DVD et Blu-ray | Sortie en DVD et Blu-ray |
| Saison | Saison | Épisodes | Début de saison    | Fin de saison      | Région 1                 | Région 1                 | Région 1                 | Région 2                 | Région 2                 | Région 2                 | Région 4                 | Région 4                 | Région 4                 |
| Saison | Saison | Épisodes | Début de saison    | Fin de saison      | Vol.                     | Date                     | Ep #                     | Vol.                     | Date                     | Ep #                     | Vol.                     | Date                     | Ep #                     |
| ------ | ------ | -------- | ------------------ | ------------------ | ------------------------ | ------------------------ | ------------------------ | ------------------------ | ------------------------ | ------------------------ | ------------------------ | ------------------------ | ------------------------ |
|        | 1      | 10       | 28 juin 2012       | 23 août 2012       | 1                        | 8 janvier 2013           | 10                       | 1                        | 14 janvier 2013          | 10                       | 1                        | 30 avril 2014            | 10                       |
|        | 2      | 90,      | 17 janvier 2013    | N/A                | 2                        | 15 octobre 2013          | 22                       | 2                        | 21 octobre 2013          | 22                       | N/A                      | N/A                      | N/A                      |
| 3      | 2      | 90,      | 17 janvier 2013    | N/A                | 15 avril 2014            | 22                       | N/A                      | N/A                      | N/A                      | N/A                      | N/A                      | N/A                      |                          |

### Deuxième saison (2013)
La série ayant reçu de très bonnes audiences, elle reçoit une commande de 90 nouveaux épisodes diffusée depuis le 17 janvier 2013.

## Univers de la série

### Personnages

#### Personnages principaux
Charles "Charlie" Goodson
Un ancien joueur de baseball professionnel qui n'arrivait pas à contrôler sa colère au cours de sa carrière. Il abandonna alors le sport et devint thérapeute en gestion de la colère. Il organise chaque semaine des sessions de groupe qu'il reçoit chez lui. Il fait également des consultations bénévoles aux détenus d'une prison d’état. Au début de la série, Charlie décide de reprendre la thérapie après avoir failli frapper le petit ami de Jennifer avec une lampe. Il a une sœur, Meredith, avec laquelle il n'a eu aucun contact depuis 10 ans.
Dr Kate Wales
L'ex-thérapeute de Charlie et son amie avec bénéfice. Jennifer qui n'est pas au courant de sa relation avec Charlie la croit lesbienne. Kate croit que s'engager dans une relation amoureuse détruit tout le plaisir entre les deux partenaires.
Jennifer Goodson
L'ex-femme de Charlie. Elle s'est mariée avec Charlie juste après le lycée. Elle décide de divorcer de Charlie après avoir appris que celui-ci l'avait trompé à plusieurs reprises. Elle est sortie avec Sean mais a rompu en découvrant qu'il avait une relation avec Lacey.
Sam Goodson
La fille adolescente de Charlie et Jennifer. Elle souffre de troubles obsessionnels compulsifs. Elle est intelligente. Dans l'épisode final de la première saison, elle embrasse une fille à l'école et poste l'image sur Facebook. Ses parents craignent alors qu'elle soit lesbienne.
Lacey
Une patiente de Charlie. Elle évoque toujours ses problèmes avec sa mère. Elle a été condamnée à suivre la thérapie de gestion de la colère après avoir tiré sur son petit-ami dans les organes génitaux. Elle est d'origine indienne et sa famille est très riche.
Patrick
Un patient gay qui fait partie du groupe de thérapie de Charlie. Il a expliqué, qu'avant sa mort, sa mère prenait toutes les décisions le concernant. Il vivait avec son petit ami Scoot jusqu'à ce que celui-ci déménage pour que Patrick puisse prendre les décisions tout seul. Il travaille dans un magasin de vêtements mais devient après designer.
Il décide d’accueillir Ed chez lui après l'avoir piégé en lui disant qu'il avait gagné au loto. Après avoir quitté sa femme et n'ayant nul par où aller, Ed s'installe chez Patrick. Cependant Ed et Patrick n’arrêtent pas de se disputer, Charlie propose alors à Ed d’emménager chez son père Martin.
Nolan
Un membre de groupe de thérapie de Charlie. Il est incapable de ressentir sa colère. Il est attiré par les femmes autoritaires, c'est pourquoi il s'intéresse à Lacey. Il semble être en quête d'attention de la part des autres personnes. Il est, par exemple, en colère contre Ed qui ne fait pas de blagues racistes sur lui.
Ed
Un membre de groupe de thérapie de Charlie. Il lui arrive toujours de faire des blagues racistes contre les autres membres de groupe. Il a combattu au Vietnam. Il a une fille, Edie mais préfère qu'on l'appelle Little Ed. Sa fille se comporte comme un garçon et, croyant qu'elle était lesbienne, Patrick a poussé Ed à lui en parler.
Patrick l'a piégé en lui disant qu'il a gagné au loto. Ed décide alors de quitter sa femme. En apprenant la vérité et comme il n'a nulle part où aller, Patrick décide de l’accueillir chez lui. Il emménage par la suite chez le père de Charlie.
Sean Healy
L'ennemi de Charlie qui est sorti avec Jennifer. Après son divorce avec Jennifer, Sean et Charlie deviennent amis.
Dr Jordan Denby
La nouvelle partenaire de Charlie pour son projet de recherche.

## Accueil

### Audiences

#### Aux États-Unis
Le premier épisode de la série a été suivi par 5,47 millions de téléspectateurs américains. Le deuxième épisode, diffusé le même jour que le premier, parvient à réunir 5,74 millions de téléspectateurs réalisant ainsi un record d'audience du meilleur démarrage d'une série comique diffusée sur le câble,. Les audiences de la série ont rapidement chuté. Le dernier épisode de la première saison ne parvient même pas à réunir 2 millions de téléspectateurs. L'audience des épisodes de la deuxième saison se situe aussi sous la barre des 2 millions de téléspectateurs et l'épisode et ont même passé sous la barre de 1 million de téléspectateurs. L'épisode 39 de la deuxième saison réalise la plus mauvaise audience de la série avec 0,62 million de téléspectateurs.

### Accueil critique
La série a reçu des critiques négatives. Sur le site Rotten Tomatoes, elle obtient un score de 21 sur 100 sur la base de 33 critiques. Metacritic lui attribue un score de 44 sur 100 sur la base de 33 critiques.